# 斯威夫特克里克鎮區 (北卡羅萊納州韋克縣)
斯威夫特克里克鎮區（英語：Swift Creek Township）是位於美國北卡羅萊納州韋克縣的一個鎮區。

## 地方資料
斯威夫特克里克鎮區的面積為115.50平方千米，皆為陸地。根據2020年美國人口普查的數據，當地共有人口54978人，而人口密度為每平方千米476人。